# Die blaue Hand
Die blaue Hand (en español: La mano azul) es una película policíaca de 1967 dirigida por Alfred Vohrer y protagonizada por Harald Leipnitz, Klaus Kinski y Carl Lange. Es una película basada en una novela del mismo nombre de Edgar Wallace. También cabe destacar, que es la 23.ª película de la serie de películas de Edgar Wallace alemanas.

## Argumento
Dave Emerson es un hombre que está siendo juzgado por asesinato. Es condenado, pero gracias a un informe psiquiátrico del neurólogo Dr. Mangrove, Dave evita la cárcel. En vez de ello es admitido en la clínica de Mangrove por incompetente.
Sin embargo él pronto logra escapar. Después de que un guardia que lo perseguía es asesinado por un hombre encapuchado con mano azul de hierro, el inspector Craig y Sir John de Scotland Yard entran en escena. Durante su investigación, conocen al misterioso hermano gemelo de Dave, Richard, que parece estar ocultando algo. Poco tiempo después, la “mano azul” comete otro asesinato.

## Reparto
| Actor            | Personaje                      |
| ---------------- | ------------------------------ |
| Harald Leipnitz  | Inspector Craig                |
| Klaus Kinski     | Dave Emerson / Richard Emerson |
| Carl Lange       | Dr. Albert Mangrove            |
| Ilse Steppat     | Sra. Emerson                   |
| Hermann Lenschau | Abogado Lionel Douglas         |
| Diana Körner     | Myrna Emerson                  |
| Gudrun Genest    | Hermana Harris                 |
| Albert Bessler   | Mayordomo Anthony              |

## Producción
El rodaje de la película tuvo lugar del 9 de febrero al 22 de marzo de 1967. Se filmó para ello exclusivamente en Berlín Occidental. Adicionalmente no se hicieron ningunas filmaciones en Londres. Los lugares en Berlín, donde se hizo la filmación, fueron el Jagdschloss Grunewald para la vista exterior del manicomio y dos villas para la vista exterior del castillo Gentry, así como el vestíbulo de entrada de la Residencia Emerson.
Todas las grabaciones posteriores se realizaron en los estudios del CCC y, una vez terminado, se estrenó el filme el 28 de abril de 1967 en Berlín.

## Recepción
Con 1,7 millones de visitantes la película fue otro éxito de las adaptaciones de novelas de Edgar Wallacede Wallace. que aumentaría en producciones posteriores.
Hoy en día el largometraje ha sido valorado en portales cinematográficos. En IMDb, por ejemplo, con 957 votos registrados, la obra cinematográfica obtiene una media ponderada de 6,0 sobre 10. En cuanto a La Vanguardia, el 65 % de los usuarios registrados en ese periódico le dan a la obra cinematográfica una valoración positiva.